# Dampfross
Dampfross ist ein strategisches Brettspiel, das der englische Lehrer David Watts um das Jahr 1970 erfand. Das Spiel wurde über 300.000-mal verkauft.

## Allgemeines
Dampfross – eine Metapher für Dampflokomotive – ist ein einfaches Wirtschaftssimulationsspiel. Es wird auf einer von einem gleichmäßigen Sechsecknetz überzogenen Landkarte gespielt. Einige Sechsecke stellen Städte dar, andere unterschiedliche Formen von Gelände. Jeder Spieler schlüpft in die Rolle einer Bahngesellschaft. Im Spielverlauf entsteht auf der Karte nach und nach ein Netz von Eisenbahnlinien, auf denen die Teilnehmer gewinnbringende Wettbewerbe auf eigenen oder gebührenpflichtigen fremden Strecken austragen.
Das Spiel besteht aus einer Bauphase und einer Betriebsphase. Zu Beginn des Spiels erhält jeder Spieler Startkapital, gewonnen hat das Spiel, wer in der Betriebsphase zuerst ein vorher definiertes Zielkapital erwirtschaftet.

## Spielablauf

### Bauphase
In der Bauphase ist das Ziel, ausgehend von festgelegten Startpunkten mit einem möglichst weitläufigen Streckennetz möglichst viele der eingezeichneten Städte miteinander zu verbinden. Das Bauen geschieht, indem auf dem abwaschbaren Spielbrett mit einem Stift die Mittelpunkte benachbarter Sechsecke miteinander verbunden werden. Die Baukosten werden durch Würfelpunkte abhängig vom Gelände „bezahlt“. Beim Bauen in Feldern, in denen sich bereits Strecken anderer Spieler befinden, muss zusätzlich an diese Spieler Geld gezahlt werden.

### Betriebsphase
Der Betrieb der Eisenbahnstrecken beginnt erst, wenn alle Städte an mindestens eine Strecke angeschlossen sind.
In der Betriebsphase finden Wettrennen statt. Dabei werden durch Würfeln zwei Städte festgelegt. Durch abwechselndes Würfeln müssen die Spieler dann versuchen, entlang der gebauten Strecken mit einem Spielstein am schnellsten von der Start- zur Zielstadt zu gelangen. Die Gewinner der Rennen erhalten Geld. Benutzt ein Spieler auf seiner Route eine fremde Strecke, so muss er an den Erbauer dieser Strecke Geld überweisen. Mit den erhaltenen Einnahmen kann das Streckennetz weiter ausgebaut werden.

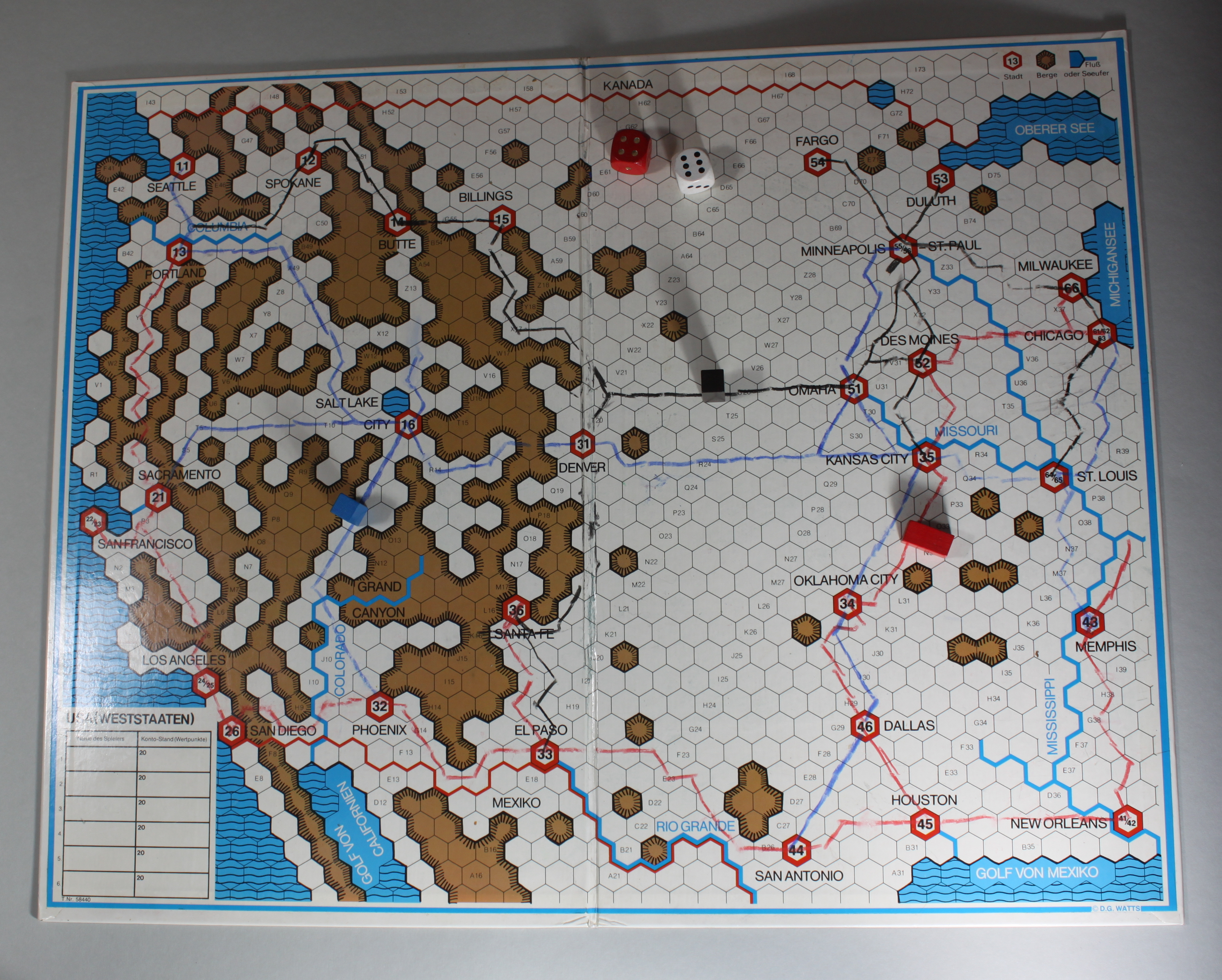
USA – Weststaatenkarte

## Landkarten
Neben einer stilisierten Deutschlandkarte gab es zunächst nur eine Karte von Frankreich und mehrere USA-Karten. Inzwischen sind Karten vieler Gegenden der Welt erhältlich: Spanien, Nord- und Süditalien, Österreich, Schweiz, Schweden, Russland, Indien, China, mehrere kleinere Distrikte Englands, Zypern, Bayern, West-Berlin etc.
Jede Karte erfordert eine veränderte Strategie.

## Geschichte und Preise
Zuerst erschien das Spiel in Wales im Eigenverlag und Vertrieb des Autors David Watts, der es um das Jahr 1970 für den Erdkundeunterricht entwickelt hatte. Sein Ziel war es, mit diesem Simulationsspiel Informationen, Kenntnisse und Fertigkeiten zu vermitteln.
1973 erschien das Spiel in Großbritannien in Watts' Eigenverlag Rostherne Games als Railway Rivals. Der deutsche Verlag Bütehorn brachte es im deutschsprachigen Raum erstmals 1979 heraus. Ein Jahr später erschien es auch auf der Auswahlliste zum Spiel des Jahres 1980. Nach der Insolvenz von Bütehorn erwarb Schmidt Spiele die Lizenz und brachte 1983 eine überarbeitete Neufassung auf den Markt, zu der Knut-Michael Wolf die Anleitung schrieb und welche dann 1984 zum Spiel des Jahres gekürt wurde. Dies führte seinerzeit zu einigen Irritationen in der Spielerszene, da eigentlich nur Neuerscheinungen ausgewählt werden. Doch die Neufassung von Schmidt war derart innovativ, dass die Jury sich mit ihrem Votum letztendlich durchsetzte. Danach fand es auch in anderen Ländern Anklang und erschien unter dem deutschen Namen Dampfross auch in der Heimat des Autors. 1985 erschien Railway Rivals bei Games Workshop. Etwa 1986 produzierte Schmidt Spiele eine niederländische Version Tussen de Rails für Selecta Spel en Hobby und eine schwedische Version Rail für Alga. 1992 erschien eine überarbeitete Version von Dampfross beim Laurin-Verlag, welche Queen Games nach der Übernahme von Laurin 1993 weiter verlegte. Von der Büthorn-Auflage wurden 1.000 Spiele verkauft. Durch die Spiel-des-Jahres-Auszeichnung konnte Schmidt Spiele 300.000 Exemplare von Dampfross 1 und 50.000 Spiele von Dampfross 2 verkaufen. Die niederländische Ausgabe verkaufte sich 1.000 Mal, die schwedische Version 6.000 Mal und die Version von Games Workshop 11.000 Mal. Bis 1994 konnten Laurin/Queen Games 5.000 Exemplare verkaufen.

## Mathematische Berechnung von Gewinnchancen
Für ein einzelnes Wettrennen innerhalb der Betriebsphase können die Gewinnwahrscheinlichkeit und die sich daraus ergebende Gewinnerwartung mit Methoden der Wahrscheinlichkeitsrechnung berechnet werden. Approximationen sind mit Hilfe des zentralen Grenzwertsatzes möglich. Damit kann auch abgeschätzt werden, ob es sinnvoll ist, die Gleise eines Mitspielers zur Abkürzung zu benutzen.